# Suisun Valley AVA
Suisun Valley AVA ist ein seit dem 27. Dezember 1982 anerkanntes Weinbaugebiet im US-Bundesstaat Kalifornien und Teil der überregionalen Napa Valley AVA.

## Lage
Die Rebflächen verteilen sich dabei auf den Verwaltungsbezirk Solano County. Das Anbaugebiet grenzt an den Süden des bekannten Napa Valley. Das namensgebende Suisun Valley liegt zwischen den Vaca Mountains und der Mt. George Range im Westen. Das Tal endet an der Suisun Bay im Süden während der Norden durch die Grenze zum Napa County definiert wurde.

## Klima
Die unmittelbare Nähe zur Bucht von San Pablo sowie der Bucht von San Francisco ergibt ein vergleichsweise kühles Klima und ermöglicht somit den Anbau der frühreifenden Rebsorten Pinot Gris oder Riesling, obwohl die mittlere Sonnenscheindauer sehr hoch ist.
Nach dem an der University of California, Davis entwickelten Klimareferenzmodell nach Winkler und Amerine wurde das Gebiet in die Klasse III eingestuft.

## Geologie
Der Boden ist überwiegend lehmiger Natur. Je nach Position handelt es sich eher um einen sandigen Lehmboden oder aber um einen kalkhaltigen Lehmboden.
Bewässert wird die Gegend über den Putah South Canal, der vom Lake Berryessa gespeist wird und von der Betreibergesellschaft Solano Irrigation District verwaltet wird.